# 치악초등학교
치악초등학교는 대한민국 강원특별자치도 원주시에 있는 초등학교다.

## 학교 연혁
- 1990.12.13 치악국민학교 설립인가
- 1992.03.12 개교
- 1996.03.01 치악초등학교로 교명 변경
- 2007.12.20 다목적실(보은관)준공
- 2008.12.23 영어체험교실준공
- 2009.08.03 교육복지실 준공
- 2013.02.14 제22회 졸업식 거행(졸업생 누계 총 4722명)
- 2014.03.01 20학급(특수반1학급) 편성
- 2014.09.01 제9대 이문환 교장선생님 부임
- 2022.03.12 개교 30주년